# Кириченко Олена Степанівна
Олена Степанівна Кириче́нко (нар. 19 липня 1937, Київ — пом. 30 грудня 2003, Київ) — українська художниця; член Спілки радянських художників України з 1968 року. Дочка художників Степана Кириченка і Зінаїди Волковинської, сестра художника Романа Кириченка.

## Біографія
Народилася 19 липня 1937 року в місті Києві. Упродовж 1951—1956 років навчалася у Київській середній художній школі; у 1958—1964 роках — у Київському художньому інституті, де її викладачами були, зокрема, Володимир Костецький, Карпо Трохименко, Олексій Шовкуненко. Дипломна робота — картина «Поліський льон» (керівник Олексій Шовкуненко).
Одночасно з навчанням протягом 1957—1960 років працювала позаштатним художником у журналі «Радянська жінка», у 1958—1961 роках у журналі «Піонерія» та у 1961—1965 роках у видавництві «Радянський письменник». У 1976—1977 роках викладала в Київській середній художній школі.
Жила в Києві, в будинку на Брест-Литовському проспекті, № 31, квартира № 110 та в будинку на вулиці Бастіонній, № 5, квартира № 20.

## Творчість
Працювала у галузях станкового живопису (писала портрети, пейзажі, тематичні картини), монументального (створювала мозаїки) та театрального мистецтва. Серед робіт:
живопис
- «Портрет естонського рибалки А. Лайкмаа» (1962);
- «За вікном зима» (1963, темпера);
- «Сніданок» (1964);
- «Осінь» (1965);
- «Студентка» (1965);
- «Композитор Віталій Кирейко» (1966);
- «Актриса Тамара Кібальникова» (1967);
- «Юність» (1968);
- «Рибалка» (1969);
- «Починається день» (1969);
- «Вечір. Якуб Шаботенко із внучкою» (1969);
- «Естафета» (1970);
- «Починається день» (1970—1971);
- «Українські танцюристи» (1971);
- «Мар'янка і Леся» (1971);
- «Дівчина» (1974);
- «З. Примакова» (1975);
- «Актриса Ірина Дорошенко» (1978);
- «Про минуле» (1979);
- «Тарас Шевченко» (1980);
- «Стародавній Київ»  (1981, темпера);
- «Гопак» (1984);
- «Зимовий Дніпро» (1990);
- «Козак Мамай» (1992);
- «Весняні квіти» (1992);

графіка
- «Дівчина з вишнями» (1965, ліногравюра);
- «Портрет Ф. Василенка» (1972, картон);
- «Доброта» (1976, туш).

мозаїки
- «Іван Підкова» (1964; Донецький художній музей);
- «Лісова пісня» (1970, східна сторона стели в честь Лесі Українки в Ялті);
- «Скіфи» (1972, санаторій «Бердянськ» у Бердянську);
- «Людина у світі музики» (1975—1977; два панно на Київському радіозаводі);
- «Козак-бандурист», «Свято врожаю», «Рибалки», «Троїсті музики», «Козак-оборонець» (1977, готель «Інтурист» у Києві);
- «Стародавній Київ і кияни» (1978, «Вершник-бандурист», «Свято врожаю», «Воїн» та інші в готелі «Либідь» в Києві);
- «Орнамент», «Українське мистецтво», «Дума народна, вільна й стокрила», «Історія нашого краю», «Корсунь-Шевченківська битва» (1982; в Будинку культури смт Лисянки);
- «Людина — творець» (1985, Славута).

Створила серію розписів «Стрімкість» і «Творчість» в інтер'єрі Медичного комплексу Київського авіаційного об'єднання
 (1981—1985, темпера).
У Київському театрі імені Ленінського комсомолу оформила вистави:
- «Пухирці» Олександра Хмелика (1966);
- «Сто тисяч» Івана Карпенка-Карого (1966—1967; 1976);
- «Чортів млин» Ісидора Штока (1967).

Авторка ескізів декорацій і костюмів до вистави «Патетична соната» Миколи Куліша (1963, гуаш, туш; частина у Державному музеї театрального, музичного та кіно-мистецтва України), опери «Пікова дама» Петра Чайковського (1968).
У Київському академічному російському драматичному театрі у 1972 році оформила виставу «Перший удар» Крума Кюлявкова; у 1976 році створила для неї ескізи костюмів.
Брала участь у республіканських виставках з 1963 року, всесоюзних — з 1967 року, зарубіжних — з 1965 року (у 1966 році її роботи експонувалися у Фінляндії).  Персональна посмертна виставка відбулася у Києві у 2004 році.

## У мистецтві
Портрети художниці написали Зінаїда Волковинська (1961, олія) та Степан Кириченко (1964, картон).